# Chew Choon Eng
Chew Choon Eng (Penang, 28 de mayo de 1976) es un deportista malasio que compitió en bádminton. Ganó una medalla de bronce en el Campeonato Mundial de Bádminton de 2001 en la prueba de dobles.

## Palmarés internacional
| Campeonato Mundial | Campeonato Mundial | Campeonato Mundial | Campeonato Mundial |
| Año                | Lugar              | Medalla            | Prueba             |
| ------------------ | ------------------ | ------------------ | ------------------ |
| 2001               | Sevilla (España)   | Medalla de bronce  | Dobles             |